# Eurovision Young Musicians 2006
Eurovision Young Musicians 2006 a fost ediția a XIII-a a concursului pentru tineri muzicieni de muzică cultă Eurovision Young Musicians. Finala concursului a avut loc pe data de 12 mai 2006, la Viena, în cadrul evenimentului cultural Wiener Festwochen. Din cei 18 de participanți la concurs un număr de șapte au ajuns în finală. Performanța finaliștilor a fost acompaniată de orchestra Wiener Symphoniker sub bagheta dirijorului Christian Arming.

## Finala
| #  | Țară         | Muzician            | Instrument | Loc |
| -- | ------------ | ------------------- | ---------- | --- |
| 01 | România      | Alina Elena Bercu   | pian       | -   |
| 02 | Elveția      | Simone Sommerhalder | oboe       | -   |
| 03 | Regatul Unit | Jennifer Pike       | vioară     | -   |
| 04 | Norvegia     | Tine Thing Helseth  | trompetă   | 2   |
| 05 | Suedia       | Andreas Brantelid   | violoncel  | 1   |
| 06 | Austria      | Daniela Koch        | flaut      | -   |
| 07 | Rusia        | Dmitry Mayboroda    | pian       | 3   |